# Campeonato Mundial de Vuelo de Esquí de 2012

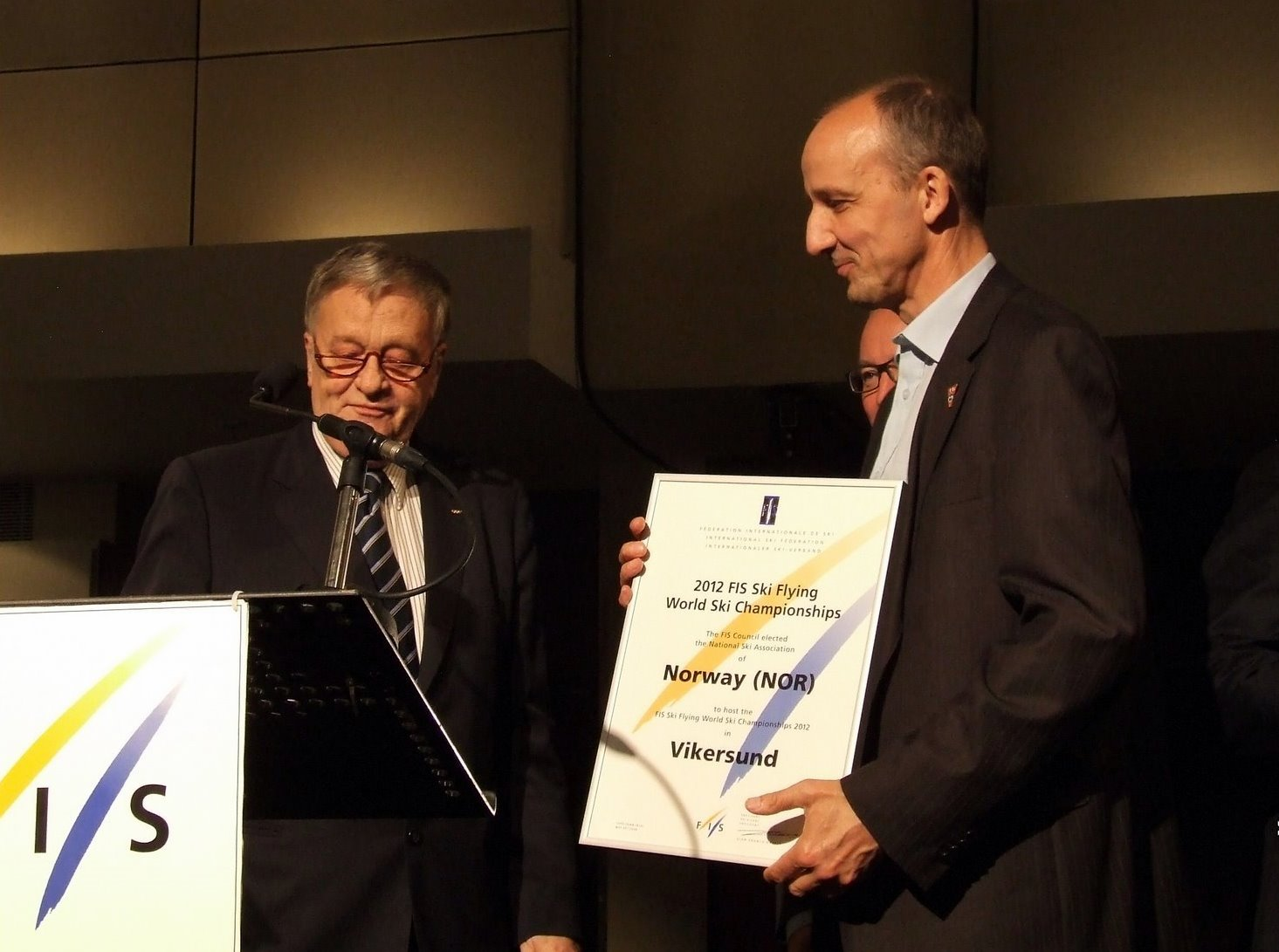
Selección de Vikersund como sede del Campeonato Mundial de Esquí de Vuelo de 2012, Congreso de la FIS en 2008 en Ciudad del Cabo.

El Campeonato Mundial de Esquí de Vuelo de 2012 se celebró en Vikersund, Noruega, del 23 al 26 de febrero de 2012. Vikersund ya había sido sede en 1977, 1990 y 2000.
En 2010 el trampolín fue reconstruido, llevándolo a una longitud de 225 metros, y convirtiéndolo de esta manera en el más grande del mundo.

## Individual
24 y 25 de febrero de 2012
| Medalla | Atleta         | Puntos |
| Oro     | Robert Kranjec | 408,7  |
| Plata   | Rune Velta     | 405,7  |
| Bronce  | Martin Koch    | 386,2  |

## por Equipos
26 de febrero de 2012
| Medalla | Equipo                                                                              | Puntos |
| Oro     | Austria · Martin Koch · Gregor Schlierenzauer · Andreas Kofler · Thomas Morgenstern | 1648,4 |
| Plata   | Alemania · Severin Freund · Maximilian Mechler · Richard Freitag · Andreas Wank     | 1625,2 |
| Bronce  | Eslovenia Robert Kranjec Jure Šinkovec Jurij Tepeš Jernej Damjan                    | 1582,4 |